# Brian Brobbey
Brian Ebenezer Adjei Brobbey (ur. 1 lutego 2002 w Amsterdamie) – holenderski piłkarz ghańskiego pochodzenia występujący na pozycji napastnika w holenderskim klubie AFC Ajax oraz w reprezentacji Holandii. Wychowanek Ajaksu.